# Gertrude Abercrombie
Gertrude Abercrombie (Austin, 17 febbraio 1909 – Chicago, 3 luglio 1977) è stata una pittrice statunitense surrealista.

## Biografia
Figlia dei cantanti lirici Tom e Lula Janes Abercrombie, nacque mentre i genitori si trovavano ad Austin in tournée.
Nel 1913, quando aveva quattro anni, la sua famiglia si trasferì a Berlino per favorire la carriera della madre. Fu l'unica in famiglia ad apprendere il tedesco correntemente e fece da interprete ai genitori.
Allo scoppio della prima guerra mondiale la famiglia ritornò negli Stati Uniti, soggiornando presso i genitori di Tom ad Aledo in Illinois prima di trasferirsi a Chicago. Fu allevata in base all'applicazione rigorosa dei precetti della Chiesa Scientista.
Nel 1929 conseguì la laurea in Lingue romanze presso l'Università dell'Illinois e proseguì gli studi presso l'Art Institute of Chicago, applicandosi per un breve periodo al disegno del corpo umano. In seguito seguì un corso annuale di grafica pubblicitaria presso l'American Academy of Art, che le fruttò la sua prima occupazione come disegnatrice per reclamizzare guanti. Per un breve periodo lavorò anche per Sears.
Nel 1932 intraprese la propria carriera artistica e nell'estate dello stesso anno vendette le prime opere nel corso di una mostra all'aperto a Chicago, per la quale ricevette una menzione onorevole della stampa, ed a cui seguirono altre esposizioni in alcune gallerie d'avanguardia di Chicago. Apprese l'arte in maniera prevalentemente autodidatta, senza preoccuparsi mai troppo della mancanza di titoli di studio ufficiali.
Dal 1934 al 1940 lavorò come pittrice presso la Works Progress Administration (WPA), che si prendeva cura degli artisti indigenti. Un salario mensile le consentì di affittare un appartamento e lasciare la casa dei genitori andando a vivere per proprio conto. In quegli anni iniziò anche a dedicarsi alla xilografia.
Nel 1940 lasciò la WPA e sposò l'avvocato Robert Livingston, con cui ebbe la figlia Dinah, nata nel 1942, e dal quale divorziò otto anni dopo. Nello stesso 1948, dopo il divorzio, Abercrombie sposò in seconde nozze il critico musicale Frank Sandiford, che pubblicava articoli con lo pseudonimo di Paul Warren. La cerimonia nuziale fu accompagnata dalla musica di Dizzy Gillespie, l'amicizia del quale accostò la coppia all'ambiente jazz di Chicago. Nel 1964 anche il matrimonio con Sandiford terminò con un secondo divorzio.
L'amicizia con i maggiori musicisti jazz dell'epoca (Charlie Parker, Sarah Vaughan, Billie Holiday oltre a Gillespie) consentì ad Abercrombie di mostrarsi abile come cantante jazz e bebop e come pianista estemporanea alle feste e nel corso delle jam session che si tenevano la domenica pomeriggio nella sua casa di Hyde Park. Anche musicisti come Sonny Rollins, Max Roach, Jackie Cain ed i componenti del Modern Jazz Quartet entrarono nella sua cerchia di amici. Abercrombie ispirò un brano del jazzista Richie Powell e due personaggi nelle opere di James Purdy.
Verso la fine degli anni cinquanta le preoccupazioni finanziarie, l'artrite e la propensione per l'alcolismo minarono la sua salute. Trascorse gli ultimi anni in solitudine, sulla sedia a rotelle. Dopo il 1959 dipinse sempre meno.
Nel 1977, poco prima di morire, fu gratificata da una retrospettiva di successo presso Hyde Park Art Center.

## L'arte di Abercrombie
Ritrasse con molte varianti i suoi soggetti preferiti: interni spogli, paesaggi brulli, nature morte ed autoritratti spesso accompagnati da oggetti associati alla stregoneria, come gatti neri o manici di scopa.
I paesaggi onirici e le nature morte presentano motivi simbolici che talvolta rievocano Giorgio de Chirico, Carlo Carrà e Giorgio Morandi, malgrado Abercrombie dimostrasse scarso interesse nell'opera degli altri artisti, eccettuata l'ammirazione per Magritte e l'ispirazione ricevuta dai Surrealisti in modo particolare tra gli anni trenta e quaranta.
L'altro soggetto di frequente ricorrenza nelle composizioni di Abercrombie è una donna solitaria con una lunga veste morbida, raffigurata di volta in volta con una civetta, un gatto nero, una sfera di cristallo, un manico di scopa: si tratta in genere di autoritratti. L'artista stessa, in un'intervista rilasciata a Studs Terkel poco prima di morire, affermò: "ritraggo sempre me stessa". Alta e dal profilo marcato, Abercrombie si considerava brutta; era solita indossare un cappello di velluto a punta per accentuare le sembianze di strega che riportava nei dipinti, gustando il potere che tale espediente aveva di allontanare o spaventare le persone.
Gli anni quaranta e cinquanta costituirono il periodo di maggiore produzione. Dipinse una quantità minore di ritratti ma rimase fedele ai temi precedenti, applicando ai quadri della maturità uno stile accurato e controllato. Con il tempo la sua produzione artistica si impregnò dell'amore per la musica jazz, tanto che Dizzy Gillespie descrisse Abercrombie come "the first Bop artist. Bop in the sense that she has taken the essence of our music and transported it to another art form" (la prima artista bop. Bop nel senso che ha catturato l'essenza della nostra musica per dotarla di un'altra forma artistica).

Abercrombie soleva dire di sé: 
(Susan Weininger, Kent Smith, Gertrude Abercrombie, Springfield, Illinois State Museum, 1991, p. 12)
Espose i propri lavori in mostre collettive e personali, e fu gratificata con alcuni riconoscimenti, come il premio all'Annual Exhibition of Works by Artists of Chicago and Vicinity, nel 1936 e nel 1938, presso l'Art Institute of Chicago.
Dopo la morte la sua reputazione nel mondo dell'arte si incrementò e le sue opere vennero esposte presso alcuni fra i più prestigiosi musei statunitensi; nel 2012 fu presentata quale artista di pregio nella mostra In Wonderland: The Surrealist Adventures of Women Artists in Mexico and the United States presso il Los Angeles County Museum of Art (LACMA).

### Collezioni prestigiose
- Ackland Art Museum, Chapel Hill, North Carolina
- Art Institute of Chicago, Chicago, Illinois
- Illinois State Museum, Springfield, Illinois
- Lakeview Museum of Arts and Sciences, Peoria, Illinois
- Madison Museum of Contemporary Art, Madison, Wisconsin
- Milwaukee Art Museum, Milwaukee, Wisconsin
- Museum of Contemporary Art, Chicago, Illinois
- Smithsonian American Art Museum, Washington, D.C.
- Western Illinois University, Macomb, Illinois